# Флаг Шумихи
Флаг муниципального образования город Шуми́ха Шумихинского района Курганской области Российской Федерации — опознавательно-правовой знак, составленный и употребляемый в соответствии с вексиллологическими (флаговедческими) правилами и являющийся официальным символом города, символизирующим его достоинство и административное значение как центра Шумихинского района, единство территории и населения города Шумиха, историческую преемственность, а также права органов местного самоуправления города.
Флаг утверждён 8 декабря 2005 года решением Шумихинской городской думы № 57 и внесён в Государственный геральдический регистр Российской Федерации с присвоением регистрационного номера 2182.

## Описание
«Флаг города Шумиха представляет сбой прямоугольное полотнище, ширина и длина которого соотносятся как 2:3. Полотнище разделено по горизонтали на четыре полосы (сверху вниз) — белую, чёрную, зелёную и голубую, ширина которых соотносится как 8:1:2:1 соответственно.
В центре белой полосы — парящий чёрный коршун, голова которого обращена к древку, хвост — к свободному краю флага, а крылья распростёрты симметрично относительно вертикальной оси полотнища; коршун несёт в лапах отрезок горизонтальной полосы, составленной из чёрных и жёлтых прямоугольников; клюв, язык и когти коршуна — жёлтые.
Оборотная сторона флага является зеркальным отображением его лицевой стороны».

## Обоснование символики
Флаг разработан на основе герба.